# Bangunharjo (Semarang Tengah)
Bangunharjo is een bestuurslaag in het regentschap Semarang van de provincie Midden-Java, Indonesië. Bangunharjo telt 2510 inwoners (volkstelling 2010).